# Мексичка револуција
Овај чланак је о политичким превирањима и грађанском рату у Мексику 1910-их. За мексичку борбу за независност почетком 19. века погледајте Мексички рат за независност.
Мексичка револуција (шп. Revolución mexicana) је израз којим се описују политичка превирања, пучеви и серија грађанских ратова у Мексику који су оквирно трајали од 1910. до 1920. године.
Отпочео је као настојање мексичких либерала на челу са Франсиском Мадером да се свргне вишедеценијски аутократски режим председника Порфирија Дијаза; године 1911. је Дијаз био присиљен да одступи, те је нови председник постао Мадеро. Његово оклевање да спроведе популарне социјалне и економске реформе је изазвало нове побуне од радикалних револуционара, а почетком 1913. пуч у коме га је свргнуо и убио генерал Викторијано Уерта. Њега је, пак, године 1914. уз помоћ Панча Виље и Емилијана Запате свргнуо Венустијано Каранза; одмах потом су се Виља и Запата сукобили са Каранзом, који их је постепено успео војнички поразити и прикупити довољно политичке подршке да почетком 1917. исходи доношење новог устава са бројним реформама које су укључивале расподелу земље сиромашним сељацима и секуларизацију државе. Тај се догађај понекад наводи као крај револуције, иако су се оружани сукоби наставили још три године, а сам Каранза 1920. био свргнут у пучу који је извео његов дотадашњи присталица Алваро Обрегон.
Нови режим је, међутим, тековине Устава оставио нетакнутим и, упркос повременим мањим устанцима и побунама до краја 1920-их, омогућио постепено претварање Мексика у једну од политички најстабилнијих земаља Латинске Америке. Тековине Мексичке револуције су представљале политичку платформу Националне револуционарне партије, данас познате као Институционална револуционарна партија, а која је Мексиком формално владала од оснивања 1929. до 2000. године.

### Мексичка револуција - општа историја
- Brenner, Anita, The Wind that Swept Mexico. New Edition. Austin, TX: University of Texas Press, 1984.
- Brewster, Keith. "Mexican Revolution: October 1910 – February 1913" in Encyclopedia of Mexico, vol. 2, pp. 850–855. Chicago: Fitzroy Dearborn, 1997.
- Crossen, John F. "Mexican Revolution: October 1915 – May 1917" in Encyclopedia of Mexico, vol. 2, pp. 859–862. Chicago: Fitzroy Dearborn, 1997.
- Cumberland, Charles C. (1952). Mexican Revolution: Genesis under Madero. Austin, TX: University of Texas Press..
- Cumberland, Charles C. (1972). Mexican Revolution: The Constitutionalist Years. Austin, T: University of Texas Press..
- Gilly, A, The Mexican Revolution. London, 1983.
- Gonzales, Michael J. (2002). The Mexican Revolution: 1910–1940. Albuquerque, NM: University of New Mexico Press..
- Hart, John Mason. (1987). Revolutionary Mexico: The Coming and Process of the Mexican Revolution. Berkeley and Los Angeles: University of California Press. ISBN 978-0-520-05995-5..
- Katz, Friedrich. The Secret War in Mexico: Europe, the United States, and the Mexican Revolution. Chicago: University of Chicago Press, 1981.
- Knight, Alan. The Mexican Revolution, Volume 1: Porfirians, Liberals, and Peasants (1986); The Mexican Revolution, Volume 2: Counter-revolution and Reconstruction. University of Nebraska Press, 1986.
- Krauze, Enrique. (1997). Mexico: Biography of Power. New York: HarperCollins..
- Matute, Alvaro. "Mexican Revolution: May 1917 – December 1920" in Encyclopedia of Mexico, vol. 2, pp. 862–864. Chicago: Fitzroy Dearborn, 1997.
- Niemeyer, Victor E. (1974). Revolution at Querétaro: The Mexican Constitutional Convention of 1916–1917. Austin: University of Texas Press..
- Quirk, Robert E. (1981). The Mexican Revolution, 1914–1915: The Convention of Aguascalientes. New York: The Citadel Press..
- Quirk, Robert E. (1973). The Mexican Revolution and the Catholic Church 1910–1919. Bloomington: Indiana University Press.
- Ruiz, Ramón Eduardo. (1980). The Great Rebellion: Mexico, 1905–1924. New York: Norton..
- Tuñon Pablos, Esperanza. "Mexican Revolution: February 1913 – October 1915," in Encyclopedia of Mexico, vol. 2, pp. 855–859 . Chicago: Fitzroy Dearborn, 1997
- Tutino, John (1985), From Insurrection to Revolution, Princeton: Princeton University Press.
- Wasserman, Mark, The Mexican Revolution: A Brief History with Documents. (Bedford Cultural Editions Series) first edition, 2012.
- Wilkie, James. (1967). The Mexican Revolution: Federal Expenditure and Social Change since 1910. Berkeley and Los Angeles: University of California Press..
- Womack, John, Jr. "The Mexican Revolution" in The Cambridge History of Latin America, vol. 5, ed. Leslie Bethell. Cambridge: Cambridge University Press, 1986.

### Биографија и друштвена историја
- Baldwin, Deborah J (1990), Protestants and the Mexican Revolution: Missionaries, Ministers, and Social Change, Urbana: University of Illinois Press.
- Beezley, William H (1973), Insurgent Governor: Abraham González and the Mexican Revolution in Chihuahua, Lincoln, NE: University of Nebraska Press.
- Brunk, Samuel (1995), Emiliano Zapata: Revolution and Betrayal in Mexico, Albuquerque: University of New Mexico Press.
- Buchenau, Jürgen, Plutarco Elías Calles and the Mexican Revolution. Lanham MD: Rowman and Littlefied 2007.
- Buchenau, Jürgen. The Last Caudillo: Alvaro Obregón and the Mexican Revolution. Malden MA: Wiley-Blackwell 2011.
- Caballero, Raymond (2015). Lynching Pascual Orozco, Mexican Revolutionary Hero and Paradox. Create Space. ISBN 978-1514382509.
- Cockcroft, James D (1968), Intellectual Precursors of the Mexican Revolution, Austin: University of Texas Press.
- Fisher, Lillian Estelle (фебруар 1942). „The Influence of the Present Mexican Revolution upon the Status of Mexican Women”. Hispanic American Historical Review. 22 (1): 211—228. doi:10.1215/00182168-22.1.211..
- Garner, Paul (2001), Porfirio Díaz, New York: Pearson.
- Guzmán, Martín Luis. Memoirs of Pancho Villa. Translated by Virginia H. Taylor. Austin: University of Texas Press 1966.
- Hall, Linda (1981), Alvaro Obregón, Power, and Revolution in Mexico, 1911–1920, College Station: Texas A&M Press.
- Henderson, Peter V.N. (2000). In the Absence of Don Porfirio: Francisco León de la Barra and the Mexican Revolution. Wilmington, DE: Scholarly Resources. ISBN 978-0-8420-2774-8.
- Katz, Friedrich. The Life and Times of Pancho Villa. Stanford: Stanford University Press 1998.
- Lomnitz, Claudio (2014), The Return of Comrade Ricardo Flores Magón, Brooklyn NY: Zone Books.
- Lucas, Jeffrey Kent. (2010). The Rightward Drift of Mexico's Former Revolutionaries: The Case of Antonio Díaz Soto y Gama. Lewiston, New York: Edwin Mellen Press..
- Macias, Anna (јул 1980). „Women and the Mexican Revolution, 1910–1920”. The Americas. 1: 53—82. JSTOR 981040. doi:10.2307/981040., 37: .
- Meyer, Michael. (1972). Huerta: A Political Portrait. Lincoln, NE: University of Nebraska Press..
- Meyer, Michael. (1967). Mexican Rebel: Pascual Orozco and the Mexican Revolution, 1910–1915. Lincoln, NE: University of Nebraska Press..
- Poniatowska, Elena. Las Soldaderas: Women of the Mexican Revolution. Texas: Cinco Puntos Press; First Edition, November 2006
- Reséndez, Andrés. „Battleground Women: Soldaderas and Female Soldiers in the Mexican Revolution.”. The Americas. 51. април 1995. , 4 .
- Ross, Stanley R (1955), Francisco I. Madero: Apostle of Democracy, New York: Columbia University Press.
- Richmond, Douglas W. (1983). Venustiano Carranza's Nationalist Struggle: 1893–1920. Lincoln, NE: University of Nebraska Press..
- Shadle, Stanley F (1994), Andrés Molina Enríquez: Mexican Land Reformer of the Revolutionary Era, Tucson: University of Arizona Press.
- Smith, Stephanie J. (2009). Gender and the Mexican Revolution: Yucatán Women and the Realities of Patriarchy. North Carolina: University of North Carolina Press.
- Womack, John, Jr. Zapata and the Mexican Revolution. New York: Vintage Press 1970.

### Регионалне историје
- Benjamin, Thomas and Mark Wasserman, eds. (1990). Provinces of the Revolution. Albuquerque: University of New Mexico Press..
- Blaisdell, Lowell. (1962). The Desert Revolution, Baja California 1911. Madison: University of Wisconsin Press..
- Brading, D.A., ed. Caudillo and Peasant in the Mexican Revolution. Cambridge: Cambridge University Press, 1980.
- Joseph, Gilbert. (1982). Revolution from Without: Yucatán, Mexico, and the United States, 1880–1924. Cambridge: Cambridge University Press. ISBN 978-0-521-23516-7..
- Harris, Charles H. III. (2009). The Secret War in El Paso: Mexican Revolutionary Intrigue, 1906–1920. Albuquerque: University of New Mexico Press..
- Jacobs, Ian. (1983). Ranchero Revolt: The Mexican Revolution in Guerrero. Austin: University of Texas Press. ISBN 978-0-292-77026-3..
- LaFrance, David G. (1989). The Mexican Revolution in Puebla, 1908–1913: The Maderista Movement and Failure of Liberal Reform. Wilmington, DE: Scholarly Resources..
- Snodgrass, Michael. (2003). Deference and Defiance in Monterrey: Workers, Paternalism, and Revolution in Mexico, 1890–1950. Cambridge University Press..
- Wasserman, Robert. (1984). Capitalists, Caciques, and Revolution: The Native Elites and Foreign Enterprise in Chihuahua, Mexico, 1854–1911. Chapel Hill: University of North Carolina Press. ISBN 978-0-8078-1580-9..

### Међународне димензије
- Buchenau, Jürgen, "Mexican Revolution: Foreign Intervention" in Encyclopedia of Mexico, vol. 2, pp. 865–869. Chicago: Fitzroy Dearborn, 1997.
- Clendenin, Clarence C (1981), The United States and Pancho Villa: A study in unconventional diplomacy, Ithaca, NY: Cornell University Press.
- Cline, Howard F, The United States and Mexico. 2nd edition. Cambridge: Harvard University Press, 1961.
- Gilderhus, M.T. (1977). Diplomacy and Revolution: U.S.-Mexican Relations under Wilson and Carranza. Tucson: University of Arizona Press. ISBN 978-0-8165-0630-9..
- Grieb, K.J. The United States and Huerta. Lincoln, NE: University of Nebraska Press, 1969.
- Haley, P. E. Revolution and Intervention: The diplomacy of Taft and Wilson with Mexico, 1910–1917. Cambridge, 1970.
- Hart, John Mason. (2002). Empire and Revolution: The Americans in Mexico since the Civil War. Berkeley and Los Angeles: University of California Press. ISBN 978-0-520-22324-0..
- Katz, Friedrich (1981), The Secret War in Mexico: Europe, the United States, and the Mexican Revolution, Chicago: University of Chicago Press.
- Meyer, Lorenzo, The Mexican Revolution and the Anglo-Saxon Powers, LaJolla: Center for U. S.-Mexico Studies. University of California San Diego, 1985.
- Quirk, Robert E (1962), An Affair of Honor: Woodrow Wilson and the Occupation of Veracruz, Louisville: University of Kentucky Press.
- Stefan Rinke, Michael Wildt (eds.): Revolutions and Counter-Revolutions. 1917 and its Aftermath from a Global Perspective. Campus 2017.
- Smith, Robert Freeman. (1972). The United States and Revolutionary Nationalism in Mexico 1916–1932. Chicago: University of Chicago Press. ISBN 978-0-226-76506-8..
- Teitelbaum, Louis M. (1967). Woodrow Wilson and the Mexican Revolution. New York: Exposition Press..

### Сећање и културне димензије
- Benjamin, Thomas. (2000). La Revolución: Mexico's Great Revolution as Memory, Myth, and History. Austin: University of Texas Press..
- Brunk, Samuel. (2008). The Posthumous Career of Emiliano Zapata: Myth, Memory, and Mexico's Twentieth Century. Austin: University of Texas Press..
- Buchenau, Jürgen. "The Arm and Body of a Revolution: Remembering Mexico's Last Caudillo, Álvaro Obregón" in Lyman L. Johnson, ed. Body Politics: Death, Dismemberment, and Memory in Latin America. Albuquerque: University of New Mexico Press. 2004. стр. 179—207.,
- Foster, David, W., ed. (1994). Mexican Literature: A History. Austin: University of Texas Press..
- Hoy, Terry (јул 1982). „Octavio Paz: The Search for Mexican Identity”. The Review of Politics. 44 (3): 370—385. doi:10.1017/S0034670500046623..
- Gonzales, Michael J (summer 2009). „Imagining Mexico in 1921: Visions of the Revolutionary State and Society in the Centennial Celebration in Mexico City”. Mexican Studies/Estudios Mexicanos. 25 (2): 247—270. Проверите вредност парамет(а)ра за датум: |date= (помоћ),.
- Herrera Sobek, María (1990). The Mexican Corrido: A Feminist Analysis. Bloomington: Indiana University Press. ISBN 978-0-253-32739-0..
- Oles, James, ed. (1993). South of the Border, Mexico in the American Imagination, 1914–1947. New Haven: Yale University Art Gallery..
- O'Malley, Ilene V. (1986). The Myth of the Revolution: Hero Cults and the Institutionalization of the Mexican State, 1920–1940. Westport: Greenwood Press. ISBN 978-0-313-25184-9.
- Ross, Stanley, ed. (1975). Is the Mexican Revolution Dead?. Philadelphia: Temple University Press..
- Rutherford, John D. (1971). Mexican society during the Revolution: a literary approach. Oxford: Oxford University Press. ISBN 978-0-19-827183-3..
- Simmons, Merle. (1957). The Mexican corrido as a source of interpretive study of modern Mexico, 1900–1970. Bloomington: Indiana University Press..
- Vaughn, Mary K. (1997). Negotiating Revolutionary Culture: Mexico, 1930–1940. Tucson: University of Arizona Press..
- Weinstock, Herbert (октобар 1936). „Carlos Chavez”. The Musical Quarterly. 4 (4): 435—445. doi:10.1093/mq/XXII.4.435. 22: .

### Визуелна култура: графике, слика, филм, фотографија
- Barajas, Rafael (2009), Myth and Mitote: The Political Caricature of José Guadalupe Posada and Manuel Alfonso Manila, Mexico City: Fondo de Cultura Económica
- Britton, John A. (1995). Revolution and Ideology Images of the Mexican Revolution in the United States. Louisville: University Press of Kentucky..
- Coffey, Mary. (2012). How a Revolutionary Art Became Official Culture: Murals, Museums, and the Mexican State. Durham, NC: Duke University Press..
- Doremus, Anne T (2001), Culture, Politics, and National Identity in Mexican Literature and Film, 1929–1952, New York: Peter Lang Publishing Inc.
- Elliott, Ingrid. „Visual Arts: 1910–37, The Revolutionary Tradition.”. Encyclopedia of Mexico. Chicago: Fitzroy Dearborn. 1997. стр. 1576—1584.,.
- Flores, Tatiana. (2013). Mexico's Revolutionary Avant-Gardes: From Estridentismo to ¡30–30!. New Haven: Yale University Press..
- Folgarait, Leonard (1998), Mural Painting and Social Revolution in Mexico, 1920–1940, Cambridge: Cambridge University Press.
- Ittman, John, ed. (2006). Mexico and Modern Printmaking, A Revolution in the Graphic Arts, 1920 to 1950. Philadelphia: Philadelphia Museum of Art..
- McCard, Victoria L, Soldaderas of the Mexican revolution (The Evolution of War and Its Representation in Literature and Film), стр. 43—51, an article from West Virginia University Philological Papers 51 (2006),.
- Mora, Carl J., Mexican Cinema: Reflections of a Society 1896–2004. Berkeley: University of California Press, 3rd edition, 2005
- Myers, Bernard S. (1956). Mexican Painting in Our Time. New York: Oxford University Press..
- Mraz, John (2012), Photographing the Mexican Revolution: Commitments, Testimonies, Icons, Austin: University of Texas Press.
- Noble, Andrea (2010). Photography and Memory in Mexico: Icons of Revolution. Manchester: Manchester University Press.
- Noble, Andrea (2005). Mexican National Cinema. London: Routledge.
- Orellana, Margarita de (2007). Filming Pancho Villa: How Hollywood Shaped the Mexican Revolution: North American Cinema and Mexico, 1911–1917. New York: Verso.
- Ortiz Monasterio, Pablo. Mexico: The Revolution and Beyond: Photographs by Agustín Victor Casasola, 1900–1940. New York: Aperture 2003.
- Paranagua, Paula Antonio. (1995). Mexican Cinema. London: British Film Institute..
- Pick, Zuzana M. (2010). Constructing the Image of the Mexican Revolution: Cinema and the Archive. Austin: University of Texas Press. ISBN 978-0-292-72108-1..
- ¡Tierra y Libertad! Photographs of Mexico 1900–1935 from the Casasola Archive. Oxford: Museum of Modern Art. 1985. ISBN 978-84-934426-51.
- Pineda, Franco, Adela (2019). The Mexican Revolution on the World Stage: Intellectuals and Film in the Twentieth Century. 13. SUNY Press. ISBN 978–1-4384-7561-5 Проверите вредност параметра |isbn=: invalid character (помоћ).

### Историографија
- Bailey, D. M (1978). „Revisionism and the recent historiography of the Mexican Revolution.”. Hispanic American Historical Review. 1: 62—79. doi:10.1215/00182168-58.1.62..
- Brunk, Samuel (2008). The Posthumous Career of Emiliano Zapata. University of Texas Press.
- Golland, David Hamilton (2014). „Recent Works on the Mexican Revolution.”. Estudios Interdisciplinarios de América Latina y el Caribe. 16 (1).  . online
- Knight, Alan. "Mexican Revolution: Interpretations" in Encyclopedia of Mexico, vol. 2, pp. 869–873. Chicago: Fitzroy Dearborn 1997.
- Knight, Alan (1985). „The Mexican Revolution: Bourgeois? Nationalist? Or Just a 'Great Rebellion'”. Bulletin of Latin American Research. 4 (2): 1—37. JSTOR 3338313. doi:10.2307/3338313.
- Knight, Alan (1992). „Viewpoint: Revisionism and Revolution”. Past and Present (134)., .
- McNamara, Patrick J (2014). „Rewriting Zapata: Generational Conflict on the Eve of the Mexican Revolution.”. Mexican Studies-Estudios Mexicanos. 30 (1): 122—149. doi:10.1525/msem.2014.30.1.122..
- Tannenbaum, Frank (1930). „Land Reform in Mexico”. The Annals of the American Academy of Political and Social Science. 150: 238—247. JSTOR 1017079. doi:10.1177/000271623015000131.
- Van Young, Eric (1999). „Making Leviathan Sneeze: Recent Works on Mexico and the Mexican Revolution”. Latin American Research Review. 34 (2): 143—165. JSTOR 2503966. doi:10.1017/S0023879100039406.
- Wasserman, Mark (2008). „You Can Teach An Old Revolutionary Historiography New Tricks: Regions, Popular Movements, Culture, and Gender in Mexico, 1820–1940”. Latin American Research Review. 43 (2): 260—271. doi:10.1353/lar.0.0015.
- Womack, John Jr. "Mexican Revolution: Bibliographical Essay" in Mexico Since Independence, Leslie Bethell, ed. Cambridge: Cambridge University Press, 1991, pp. 405–414.

### Примарни извори
- Angelini, Erin. "The Bigger Truth About Mexico"
- Bulnes, Francisco. The Whole Truth About Mexico: The Mexican Revolution and President Wilson's Part Therein, as seen by a Cientifico. New York: M. Bulnes Book Company 1916.
- O'Shaunessy, Edith. A Diplomat's Wife in Mexico. New York: Harper 1916.
- Reed, John. (1969). Insurgent México. New York: International Publishers..
- Turner, John Kenneth. Barbarous Mexico. Austin: University of Texas Press 1984.
- Wasserman, Mark, The Mexican Revolution: A Brief History with Documents. (Bedford Cultural Editions Series) first edition, 2012.

### Онлајн
- Brunk, Samuel (април 1996). „The Banditry of Zapatismo in the Mexican Revolution”. The American Historical Review. Washington. 101 (2): 131. ProQuest 199844981..
- Brunk, Samuel. "Zapata and the City Boys: In Search of a Piece of Revolution". Hispanic American Historical Review. Duke University Press, 1993.
- „From Soldaderas to Comandantes”. Архивирано из оригинала 4. 10. 2006. г. Zapatista Direct Solidarity Committee. University of Texas.
- Gilbert, Dennis (зима 2003). „Emiliano Zapata: Textbook Hero”. Mexican Studies. Berkley. 19 (1): 127—159. doi:10.1525/msem.2003.19.1.127.
- Hardman, John. „"Soldiers of Fortune" in the Mexican Revolution”. Архивирано из оригинала 09. 01. 2014. г. Приступљено 24. 03. 2021.. "Postcards of the Mexican Revolution"
- Merewether Charles, Collections Curator, Getty Research Institute, "Mexico: From Empire to Revolution", January 2002.
- Rausch, George J. (1962). „The Exile and Death of Victoriano Huerta”. The Hispanic American Historical Review. 42 (2): 133—151. JSTOR 2510294. doi:10.2307/2510294.
- Tuck, Jim. „Zapata and the Intellectuals.”. Архивирано из оригинала 21. 12. 2008. г. Приступљено 24. 03. 2021. Mexico Connect, 1996–2006.